# Гундров, Виталий Владимирович
Виталий Владимирович Гундров (род. 24 ноября 1975) — российский дзюдоист, бронзовый призёр чемпионатов России 2002 и 2003 годов в супертяжёлой (свыше 100 кг) и абсолютной весовых категориях, мастер спорта России.

## Спортивные результаты
- Чемпионат России по дзюдо 2002 года, абсолютная категория — ;
- Чемпионат России по дзюдо 2003 года, свыше 100 кг — ;